# Indicatif régional 530

Carte de l'État de Californie avec les territoires de ses indicatifs régionaux. L'indicatif régional 530 est en rouge.

L'indicatif régional 530 est l'un des multiples indicatifs téléphoniques régionaux de l'État de Californie aux États-Unis.
Cet indicatif dessert le nord-est de la Californie, incluant la vallée de Sacramento, le nord de la Sierra Nevada et la région du lac Tahoe. Plus précisément, il dessert les villes de Redding, Chico, Marysville, Red Bluff, Oroville, Placerville et Truckee.
La carte ci-contre indique en rouge le territoire couvert par l'indicatif 530.
L'indicatif régional 530 fait partie du Plan de numérotation nord-américain.